# Jean-Jacques Baligand
Jean-Jacques Baligand (1697-1762) est un architecte et ingénieur français du XVIIIe siècle, ayant effectué la majeure partie de sa carrière en Lorraine au service du duc de Lorraine Stanislas Leszczynski. Il s'est vu octroyer le premier le titre d'ingénieur en chef des bâtiments et ponts et chaussées de Lorraine et du Barrois. Il est l'auteur ou a participé à la plupart des grands travaux publics effectués en Lorraine au milieu du siècle.

## Biographie
Jean-Jacques Baligand nait à Baives le 11 mars 1697. Son père est capitaine de cavalerie au service de l'Espagne. Deux oncles paternels mènent également une carrière militaire, l'un au service de l'Électeur de Bavière, allié de la France, l'autre au service du roi Louis XIV, en tant que cornette au régiment d'Egmont. Un frère de Baligand est prêtre, curateur des enfants de Baligand après son décès, prieur commendataire de Silmont en 1779.
Baligand est d'abord employé aux canaux du Loing et de Picardie.
Il existe des traces de travaux, d'arpentage menés par Jean-Jacques Baligand dans les années 1726 à 1728, au service de l'Abbaye Saint-Pierre de Lobbes
En 1738, il prend pour femme Marie-Catherine-Josèphe Depret dont il a trois garçons et trois (deux) filles. Ses enfants naissent à Lunéville entre 1739 et 1752. Un fils Charles-François est baptisé le 6 juillet 1746, son parrain étant Jacques-Nicolas, frère de l'enfant. Une fille Marie-Victoire se marie en 1779, âgée de 23 ans, avec un maître de forges.
il est ensuite retrouvé vers 1750 en Lorraine où le duc Stanislas Leszczynski le nomme ingénieur ordinaire et directeur ou inspecteur des bâtiments et usines du domaine. Le 17 août 1750, il bénéficie d'une promotion et devient le premier à être nommé ingénieur en chef des ponts et chaussées de Lorraine et du Barrois, fonction qui vient d'être créée. Un auteur le qualifie de « grand praticien ».
En 1756, il réside à Lunéville.
Par la suite, en tant que fonctionnaire du duc Stanislas, Baligand loge à l'hôtel de la Monnaie, rue de la Monnaie à Nancy.
Le 5 janvier 1756, le duc l'anoblit. Les lettres d'anoblissement figuraient parmi des biens vendus aux enchères en 2020.
Jean-Jacques Baligand achète les seigneuries de Heillecourt, possédant toute la justice seigneuriale et de Ferrières ou Serrières,.
Jean-Jacques Baligand meurt à Nancy le 21 décembre 1762, à l'âge de 65 ans. Il est enterré dans la Basilique Saint-Epvre de Nancy.
Il est possible qu'il ait eu un frère François, mort en 1746, inspecteur des bâtiments sous le roi Stanislas,.
Sa veuve dite « Dame Marie-Catherine-Josèphe Desprez » vend le 26 juin 1773, la terre et seigneurie d'Heillecourt pour 114 000 livres et les frais.
Sa veuve est en décembre 1774 marraine de la grosse cloche de la paroisse de Damelevières.

## Réalisations
Employé aux canaux de Picardie, Jean-Jacques Baligand fait imprimer en 1744 un projet de canal de navigation de Laon à Manicamp, ainsi que les devis d'assèchement des marais laonnais.
Sur Nancy, le « mur de Baligand » est un mur historique construit en 1740 par l'ingénieur. La construction sépare le jardin du palais du gouvernement (Palais du gouvernement de Nancy), de celui du palais ducal devenu Musée lorrain (Palais des ducs de Lorraine - Musée lorrain). Le mur est menacé par une construction ultérieure, le bâtiment dit « de l'école des garçons » situé dans la cour du palais ducal, qui s'appuie sur le mur et y provoque des lézardes. La ville de Nancy envisageait en 2023 de détruire le dit bâtiment pour, entre autres, sauver le mur. Le projet municipal prévoyait en 2023 de déposer le mur de Baligand pierre par pierre avant de le reconstruire.
Léopold Ier de Lorraine, duc de Lorraine, avait demandé à Germain Boffrand de construire un nouveau palais ducal, chargé de remplacer l'ancien palais des ducs à Nancy et pouvant rivaliser avec le Palais du Louvre. Le projet ne put être mené à bien. Baligand a été chargé par Stanislas de réaliser les plans rendus nécessaires par la démolition du « Louvre de Boffrand » et de la vieille intendance. Il termine les plans le 27 février 1745. Ceux-ci vont ensuite être repris et révisés, le premier architecte du roi Emmanuel Héré étant chargé de la réalisation. Baligand a ainsi participé à quelques-unes des grandes réalisations dans la ville de Nancy : palais de l'intendance (Palais du gouvernement de Nancy), place de l'intendance.
Par lettres patentes du 19 septembre 1752, Stanislas donne à Baligand un terrain conséquent sur la place devenue la place Stanislas.
L'hôtel particulier construit par Baligand à Nancy sur la place Stanislas entre 1756 et 1764, et qui portait le nom d'hôtel Baligand, est devenu en 1858 l'hôtel de préfecture de Meurthe-et-Moselle. La préfecture s'est ensuite étendue aux bâtiments voisins essentiellement par achat, parfois suite à expropriation.
Baligand a vendu rapidement les autres constructions qu'il a fait ériger sur les terrains cédés par le roi de Pologne.
Parmi les missions confiées à Baligand, figure par exemple l'enquête menée le 8 mars 1756 sur la présence dans le village de Walfronn, dans le comté de Bitche d'une ancienne fontaine de pétrole (mélange d'eau, de sable, de pierres bitumineuses). Dans son compte-rendu, Baligand se qualifie de « ingénieur ordinaire du roi, ingénieur en chef des ponts et chaussées, inspecteur général des bâtiments et usines des domaines de Lorraine et de Barrois ».
Jean-Jacques Baligand est l'auteur d'un manuscrit datant de 1757 : État général des Ponts et chaussées de Lorraine et de Barrois, conservé à la bibliothèque municipale de Nancy.
Cette même année, il joue un rôle central dans la reconstruction de la ville de Saint-Dié des Vosges, détruite par les flammes en traçant le plan de sa reconstruction. Le sinistre est l'occasion de moderniser la ville. La reconstruction se marque notamment par un alignement rigoureux plutôt que les courbes et brisures d'autrefois.
Il participe à la construction du pont de Fénétrange achevé en 1860, détruit en 1944 et depuis reconstruit.

## Armes
Anobli, Jean-Jacques Baligand est autorisé à prendre pour armoiries : « D'azur à un lis au naturel, terrassé de sinople, surmonté d'un armet morné, orné de ses bourrelets et lambrequin, aux couleurs de l'écu, et pour cimier le lys de l'écu ».

## Postérité
- Un calice aux armes de Jean-Jacques Baligand est entré dans l'histoire ; il est classé au titre du patrimoine mobilier français (Base Palissy)[20].
- Une rue de Saint-Dié porte le nom de Baligand[21].